# Pleione lagenaria
Pleione lagenaria là một loài thực vật có hoa trong họ Lan. Loài này được Lindl. & Paxton miêu tả khoa học đầu tiên năm 1851.